# Akvamanželka
Akvamanželka (v anglickém originále The Wife Aquatic) je 10. díl 18. řady (celkem 388.) amerického animovaného seriálu Simpsonovi. Scénář napsal Kevin Curran a díl režíroval Lance Kramer. V USA měl premiéru dne 7. ledna 2007 na stanici Fox Broadcasting Company a v Česku byl poprvé vysílán 19. října 2008 na stanici ČT2.

## Děj
Celé město je v letním kině, kde je promítán němý film. Jimbo a jeho parta začnou házet na diváky ředkvičky. Jedna spadne do promítačky a film shoří. Patty a Selma využijí situace a promítnou svůj film. V něm jsou ony dvě a Marge v Barnacle Bay, když byly ještě malé. Marge má na tu dobu šťastné vzpomínky, a tak Homer film vypálí na DVD. Pak ho chce dát do jejího iPodu, ale to se mu nepovede, a tak Marge vezme na dovolenou do Barnacle Bay.
Ostrov se ale změnil. Všude jsou jen bezdomovci a všechny obchody jsou uzavřené. Jeden z námořníků jim vysvětlí, proč už ostrov neprosperuje – ryby mňamňamky, které dříve lovili, byly vyloveny. Homer přemluví několik místních obchodníků, aby mu pomohli opravit oblíbený kolotoč Marge. Po projížďce Homer pouští ohňostroj, ale jedna jiskra zapálí molo, které celé i s kolotočem shoří.
Homer musí pracovat na lodi, protože doufají, že tam bude do konce života, ve vodách totiž nejsou žádné ryby. Na lodi má za úkol uvařit večeři, ale splete se. Na háčky dá krevety, které měly být k večeři, a námořníkům servíruje návnadu. Myslel totiž, že je den opaků. V tom se začne loď nahýbat. Mňamňamky se vrátily a rybáři je začnou chytat. Blíží se však bouře, ale oni stále chytají ryby. V bouři se loď převrhne.
Koná se pohřeb všech námořníků, Homera i Barta, který byl také na lodi. Uprostřed obřadu se tam ale všichni objeví. Vypráví, jak je zachránila japonská rybářská loď, která je vzala domů. Všichni obyvatelé se chtějí vydat lovit mňamňamky, ale Líza je varuje. Začnou kvůli ní tedy kácet všechny stromy na ostrově.

## Přijetí
Ve Spojených státech díl během premiéry sledovalo 13,9 milionu diváků.
Patrick D. Gaertner ze serveru Puzzled Pagan napsal: „Celkově se mi tento díl líbil, ale myslím, že se trochu rozpadá, když se zavede rybolov. Líbí se mi nápad s epizodou, kdy Marge nostalgicky vzpomíná na něco z dětství a pak je zklamaná, když to nezestárlo. To je opravdu relativní nápad, který na mě skvěle funguje. Také zbožňuji nápad, jak Homer vidí Margino zklamání a pak dělá všechno pro to, aby Barnacle Bay měla alespoň trochu kouzla, které kdysi měla, a udělala tak jeho ženu šťastnou. To je skvělé. Ale pak epizoda náhle změní zaměření a stane se z ní podivná parodie na Dokonalou bouři, která v té chvíli nebyla vůbec aktuální a byla prostě mimo a divná. V posledním dějství se z toho prostě stane úplně jiná epizoda a já mám pocit, že je to podřadný příběh. Celkově ale závěr nezničil věci, které se mi na dílu líbily, což vedlo k tomu, že jsem si epizodu užil.“.
Dan Iverson z IGN v recenzi epizody uvedl: „Díl měl sice své mouchy, ale celkově působil plnohodnotněji a vtipněji než spousta dílů, které jsme sledovali v posledních letech. A i když se moje naděje ve schopnost zvrátit kvalitu produktu vytrácí, můžeme všichni zůstat optimisty a přát si, aby řada a půl, kterou se Simpsonovi ještě budou vysílat, byla stejně zábavná jako epizoda z tohoto týdne.“.